# Anders Brahme
Sven Anders Brahme, född  22 oktober 1944, är en svensk fysiker.
Anders Brahme var tidigt intresserad av fysik. Han vann som gymnasieelev 1963 pris på den första Utställningen Unga forskare i projektet A Mechanical Computer för en mekanisk differentialanalysmaskin, byggd i FAC System.
Han blev civilingenjör i fysik och elektroteknik på Kungliga Tekniska högskolan i Stockholm 1969. Han disputerade 1975 på Stockholms universitet på en avhandling om användning av mikrotron i radioterapi. Han var professor i medicinsk strålningsfysik på Karolinska institutet i Stockholm 1988-2014.